# 100.000 dollar i solen
100.000 dollar i solen (franska: Cent Mille Dollars au soleil) är en fransk-italiensk äventyrsfilm från 1964 i regi av Henri Verneuil.
Filmen är baserad på Claude Veillots roman Nous n'irons pas en Nigéria.

## Rollista i urval
- Jean-Paul Belmondo - Rocco
- Lino Ventura - Hervé Marec
- Bernard Blier - Mitch-Mitch
- Reginald Kernan - Peter Frocht
- Gert Fröbe - Castigliano
- Andréa Parisy - Pepa
- Anne-Marie Coffinet - Angèle
- Pierre Collet - Castiglianos anställde
- Christian Brocard - Marecs mekaniker
- Paul Bonifas - doktor Magnart
- Louis Bugette - Zeze